# Trepak

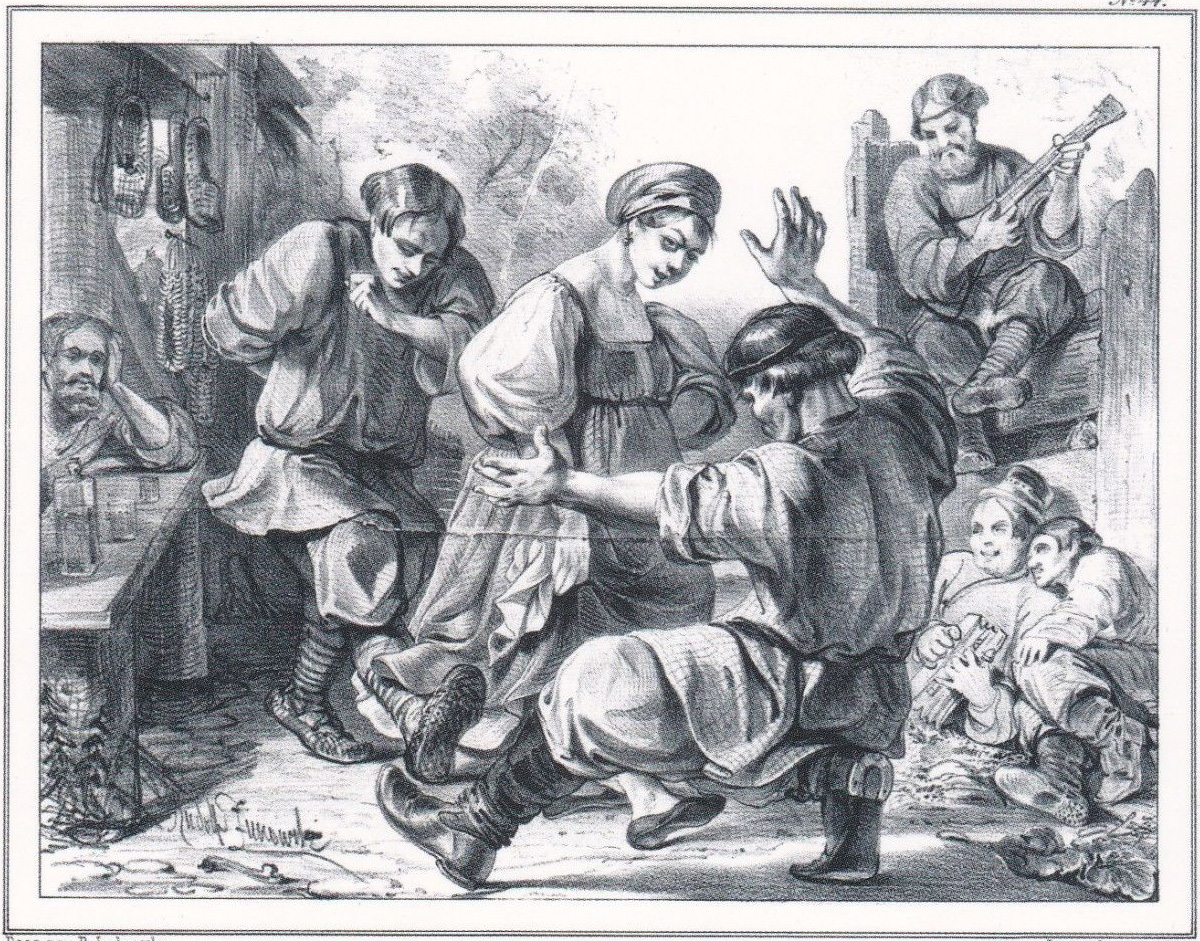
Trepak

Trepak – taniec ludowy popularny na Ukrainie i w Rosji. Ma bardzo szybkie tempo w metrum 2/4. Charakterystyczne dla trepaka są drobne kroczki i przytupy.
Jednym z najbardziej znanych trepaków jest trepak Piotra Czajkowskiego z baletu Dziadek do orzechów.